# Галландсос
56°22′00″ пн. ш. 12°58′00″ сх. д. / 56.366666666667° пн. ш. 12.966666666667° сх. д.
Галландсос (швед. Hallandsås) — горст на межі між шведськими провінціями Сконе і Галланд, має національне значення
Горст, який в основному складається з гнейсу, утворює смугу шириною 10 км і довжиною близько 40 км на західному узбережжі, що є перешкодою для транспортних шляхів уздовж узбережжя. 
Геологічна формація містить острів Ліндеродсосен-Ведере у морі за межами села Туреков біля Бостада, продовжується як хребет Ліндеродсосен у Сконе. 
Горст утворився в результаті паралельних розломів під час пізньої крейди 80 мільйонів років тому, досягає найвищої точки в Högalteknall поблизу села Гасслев на висоті 224 метри. 
Відомий тунелем побудованим під ним для прискорення залізничного сполучення. 
Будівництво тунелю розпочалося в 1992 році, щоб збільшити пропускну спроможність залізничної лінії  Västkustbanan та скоротити час у дорозі. 
Тунель було введено в експлуатацію наприкінці 2015 року.
У давні часи хребет був відомим як небезпечний маршрут для поштових служб, які часто грабували люди в цьому районі. 
Партизанський рух "Snapphane" кінця XVII століття також діяв з лісу на горсті.